# Стобихівська сільська рада
Стобихівська сільська рада — орган місцевого самоврядування у Камінь-Каширському районі Волинської області з адміністративним центром у с. Стобихівка.

## Населені пункти
Сільській раді підпорядковані населені пункти:
- с. Стобихівка
- с. Радошинка

## Населення
За переписом населення України 2001 року в сільській раді мешкало 1150 осіб.

### Мова
Розподіл населення за рідною мовою за даними перепису 2001 року:
| Мова       | Відсоток |
| ---------- | -------- |
| українська | 99,39 %  |
| російська  | 0,35 %   |
| білоруська | 0,17 %   |

## Склад ради
Рада складається з 16 депутатів та голови.

## Керівний склад сільської ради
| ПІБ                     | Основні відомості                                                 | Дата обрання | Дата звільнення |
| ----------------------- | ----------------------------------------------------------------- | ------------ | --------------- |
| Рекачук Іван Степанович | Сільський голова, 1950 року народження, освіта                    | 26.03.2006   | 31.10.2010      |
| Рекачук Іван Степанович | Сільський голова, 1950 року народження, освіта вища, безпартійний | 31.10.2010   |                 |

Примітка: таблиця складена за даними джерела